# Hernandia didymantha
Hernandia didymantha är en tvåhjärtbladig växtart som beskrevs av John Donnell Smith. Hernandia didymantha ingår i släktet Hernandia och familjen Hernandiaceae. Inga underarter finns listade i Catalogue of Life.